# Denise Flouzat-Osmont d'Amilly
Denise Flouzat-Osmont d'Amilly, née Denise Marie-Josèphe Chandelier le 4 décembre 1928 à Paris et décédée le 12 juin 2024 à Issy-les-Moulineaux, est une économiste française, spécialiste de l'Asie.

## Biographie
Denise Flouzat-Osmont d'Amilly est née le 4 décembre 1928 à Paris de Joseph Chandelier, contrôleur général des armées, et Juliette Lerouge. Elle étudie au lycée français Charles-de-Gaulle de Baden-Baden puis à l'Institut d'études politiques de Paris et la Faculté de droit et sciences économiques de Paris dont elle sort docteur en économie.
Elle commence sa carrière en tant que maître-assistante à Paris (1960-1974), puis devient professeure à l'université de Toulon (1974-1976), à l'université Paris-Nanterre (1976-1978) et l'université Panthéon-Sorbonne (1978-1986).
Elle est nommée rectrice de l'académie d'Orléans-Tours en 1986, succédant à l'économiste Xavier Greffe,.
Proche de Charles Pasqua, elle préside l'association Demain la France créée en 1991. Lors du référendum français sur le traité de Maastricht de 1992, elle signe un manifeste avec 27 économistes en faveur du « non ». Proposée par Philippe Séguin, elle est nommée en 1994 membre du Conseil de la politique monétaire de la Banque de France,,. En 1992-1993, elle participe à l'établissement du cahier des charges du pôle universitaire Léonard-de-Vinci,.
Elle fait valoir ses droits à la retraite le 5 décembre 1993 tout en étant, à sa demande, maintenue en activité en surnombre jusqu'à la fin de l'année universitaire 1996-1997.
De 1996 à 2000, elle est membre du conseil de perfectionnement de l'école spéciale militaire de Saint-Cyr,,.
Elle est l'auteure de nombreux ouvrages d'économie. En 2009, elle publie son premier roman, Monte Cassino, puis un deuxième en 2014, Le journal d'E., un dessein, un destin.
En 2021, un ouvrage collectif d'hommage intitulé Du financement de l'économie au financement de l'entreprise lui est dédié afin de rendre hommage à Denise Flouzat Osmont d'Amilly « qui a grandement participé à l'avancée des connaissances en économie générale et monétaire et qui a été, dans le cadre de ses fonctions au conseil de la politique monétaire de la Banque de France ». Sous la direction de Martine Pelé, l'ouvrage regroupe les contributions de Edmond Alphandéry, André Babeau, Jean-Paul Betbeze, Alain Bienaymé, Christian de Boissieu, Jean-Pierre Bondil, Hubert de la Bruslerie, Denis Burckel, Jean-Marc Daniel, Stéphane Gallon, André Icard, Jacques de Larosière, Jean-François Lepetit, Monique Millot-Pernin, Robert Ophèle, Martine Pelé, Jean-Jacques Perquel, Jean-Christophe Pic, Valérie Plagnol, Gérard Rameix, Emmanuel Rodocanachi, Michel Roux, Jean-Claude Trichet et André Yché.
Denise Flouzat-Osmont d'Amilly meurt le 12 juin 2024 à Issy-les-Moulineaux à l'âge de 95 ans.

### Vie privée
Elle épouse en premières noces Maurice Flouzat, avec qui elle a deux enfants. Puis veuve, elle se remarie à Juvénal Osmont d'Amilly en 1992.

## Publications

### Ouvrages
- Économie politique (1960)
- L'Étudiant économiste, études, carrières, documentation... (1961)
- Denise Flouzat, Analyse économique, 1969 (lire en ligne)
- Cours d'économie politique générale (1970)
- Cours d'analyse économique (1971)
- Denise Flouzat, Économie contemporaine, 1972 (lire en ligne)
- Économie 1 (1977)
- Études d'économie publique (1979)
- Les Fonctions économiques (1980)
- Les Phénomènes monétaires (1986)
- Croissance, crise et stratégies économiques (1987)
- L'euro (1998)
- La nouvelle émergence de l'Asie, l'évolution économique des pays asiatiques depuis la crise de 1997 (1999)
- Japon, éternelle renaissance (2002)
- Les stratégies monétaires (2003)
- Monte Cassino (2009)
- Le journal d'E., un dessein, un destin (2014)

## Distinctions
- Chevalière de la Légion d'honneur (1995)[16].
- Officière de l'ordre national du Mérite (1999)[17].
- Officière de la Légion d'honneur (2004)[18],[19].
- Commandeure de l'ordre national du Mérite (2007)[17].
- Commandeure de la Légion d'honneur (2009)[20],[19].
- Officière de l'ordre des Palmes académiques[1].
- Cordon de l'ordre du Trésor sacré[21].